# 卡色龍科
卡色龍科（学名：Caseidae）是合弓綱盤龍目的一科，是群分佈廣泛的原始植食性動物，牠們生存于二疊紀早期到中期。身長范围從1公尺到5.5公尺。其骨骼與身體比例是相當傳統的。牠們都是有着小型頭部與類似水桶身體的動物。有些物種例如天使龍（Angelosaurus）與杯鼻龍，身長超過4公尺長，是最大型的盤龍類動物。卡色龍科在二疊紀早期，佔有類似鋸齒龍類、植食性恐頭獸類在二疊紀中期到晚期的生態位。

## 特征
與除了基龍以外的大部分的合弓類動物相比，卡色龍科的牙齒是相當一致的。所有卡色龍科都有小的頸椎、水桶形狀的大體積身體、與相當粗大的四肢。
卡色龍科的頭骨的特徵在於大型顳顬孔、巨大向外突的鼻孔，可能擁有某種感應或保存濕氣的器官、以及大型松果孔，口鼻部向齒列外突出形成喙狀嘴。頭骨中向外突出的部份有者深的凹槽與裂縫。演化中后期的卡色龙科牙齿边缘具有特殊的锯齿。

## 下属分类
本科包括以下属：
- Alierasaurus Romano & Nicosia, 2014
  - Alierasaurus ronchii Romano & Nicosia, 2014[2]
- 天使龍屬 Angelosaurus Olson & Beerbower, 1953
- Arisierpeton Reisz, 2019
- Callibrachion Boule & Glangeaud, 1893
- 卡色龍屬 Casea Williston, 1910
- Caseoides Olson & Beerbower, 1953
- Caseopsis Olson, 1962
- 杯鼻龍屬 Cotylorhynchus Stovall, 1937
- 埃納托龍屬 Ennatosaurus Efremov, 1956
- 始卡色龙属 Eocasea Reisz & Fröbisch, 2014
- Euromycter Reisz, Maddin, Fröbisch & Falconnet, 2011
- Lalieudorhynchus Werneburg, Spindler, Falconnet, Steyer, Vianey-Liaud & Schneider, 2022
- Martensius Berman et al., 2020
- Oromycter Reisz, 2005
- Phreatophasma Efremov, 1954
- Ruthenosaurus Reisz, Maddin, Fröbisch & Falconnet, 2011
  - Ruthenosaurus russellorum Reisz, Maddin, Fröbisch & Falconnet, 2011
- Trichasaurus Williston, 1913
  - Trispondylus texensis (Williston, 1910)

## 外部連結
- Tree of Life（页面存档备份，存于）
- Palaeos Vertebrates 390.100 Synapsida